# Plínio Franco Ferreira da Costa
Plínio Franco Ferreira da Costa (Curitiba, 17 de novembro de 1920 — Curitiba,  7 de junho de 2008) foi um engenheiro e político brasileiro.
Foi eleito vice-governador do Paraná e exerceu o mandato entre 1966 e 1971.

## Carreira
Filho de Lysimaco Ferreira da Costa e Esther Franco da Costa, formou-se em Engenharia Civil no ano de 1946 pela Faculdade de Engenharia da antiga Universidade do Paraná (atual UFPR) e começou a carreira profissional como professor assistente na universidade aonde se formou e também como funcionário concursado do Departamento de Estradas de Rodagem (DER); funções estas, iniciadas em 1947. Em 1948 já ocupava um cargo de chefia do DER e em 1951 é nomeado como assistente técnico para o Palácio do Governo do Paraná.
Inserido dentro do alto escalão do governo estadual, por quase toda a década de 1950 ocupou cargos de diretor em instituições como no Departamento de Águas e Energia Elétrica (DAEE) e no DER e em agosto de 1958 é nomeado como Secretário de Estado da Fazenda e por impedimento do titular, ocupou paralelamente, a Secretária de Estado de Viação e Obras Públicas. Em 1962 tornou-se diretor da Rede Ferroviária Federal (RFFSA) e neste mesmo ano, foi eleito Deputado Federal, sendo o parlamentar paranaense campeão em votos nestas eleições.
Seu mandato de deputado encerrou em 1967, porém, em 1965 lançou-se candidato ao cargo de vice-governador do estado do Paraná, ganhando o pleito e diplomando-se em 1966. Como vice-governador, exerceu o cargo até 1971 e neste mesmo ano, assumiu uma das diretorias da Companhia de Telecomunicações do Paraná (TELEPAR). 
O seu cargo de professor assistente, que manteve desde 1947, foi transformador em professor adjunto da Escola de Engenharia da Universidade Federal do Paraná no final de década de 1960 e nesta instituição, aposentou-se como pró-reitor em 1980.
Ainda em vida, foi homenageado pelo extinto União Barigui Futebol Clube com a denominação do seu nome ao estádio do clube, na década de 1960. Com a extinção da agremiação, o Estádio Plínio Franco Ferreira da Costa também foi desativado e na sua reinauguração, em março de 1980, o local ganhou nova denominação. 